# Flugunfall einer Lockheed L-188 Electra der TAME Ecuador am Flughafen Lago Agrio
Der Flugunfall einer Lockheed L-188 Electra der TAME Ecuador am Flughafen Lago Agrio ereignete sich am 12. September 1988. An diesem Tag verunfallte eine auf einem Überführungsflug von Lago Agrio nach Quito befindliche Maschine des Flugzeugtyps Lockheed L-188 Electra der TAME Ecuador am Startflughafen, wobei alle sieben Insassen ums Leben kamen.

## Maschine
Das Flugzeug war eine Lockheed L-188 Electra mit der Werknummer 1052, die im Jahr 1959 im Werk von Lockheed endmontiert wurde. Die Maschine absolvierte ihren Erstflug am 16. März 1959. Sie wurde anschließend am 6. Mai 1959 an Braniff International Airways ausgeliefert, bei der sie mit dem Luftfahrzeugkennzeichen N9702C und der Flottennummer 702 in Betrieb genommen wurde. Am 14. Dezember 1971 wurde die Maschine an die Boeing Aircraft Holding Company übergeben. Sie wurde am 1. Mai 1975 an TAME Ecuador verkauft und mit dem neuen Kennzeichen HC-AZY und dem Taufnamen Galapagos in Betrieb genommen. Das viermotorige Flugzeug war mit 102 Sitzplätzen und vier Turboproptriebwerken des Typs Allison 501-D13A ausgestattet.

## Passagiere und Besatzung
An Bord der Maschine befand sich lediglich eine siebenköpfige Besatzung.

## Unfallhergang
Die Maschine war für diesen Tag zu einem Überführungsflug zum Stammsitz des Unternehmens in Quito vorgesehen, da das Triebwerk Nr. 2 (links innen) defekt war. Der Start wurde daher mit lediglich drei aktiven Triebwerken durchgeführt. Kurz nach dem Abheben explodierte das Triebwerk Nr. 1 (links außen) und geriet in Brand. Die Piloten verloren die Kontrolle über die Maschine, die nach links rollte, zu Boden stürzte und in Brand geriet. Alle sieben Insassen der Maschine kamen dabei ums Leben.